# یواس‌اس مارکویت (ای‌کی‌ای-۹۵)
یواس‌اس مارکویت (ای‌کی‌ای-۹۵) (به انگلیسی: USS Marquette (AKA-95)) یک کشتی بود که طول آن ۴۵۹ فوت ۲ اینچ (۱۳۹٫۹۵ متر) بود. این کشتی در سال ۱۹۴۵ ساخته شد.